# Рума, Рауль Николаевич
Рауль Николаевич Рума (1855—1909) — русский педагог, библиофил и гигиенист бельгийского происхождения; действительный статский советник.

## Биография
Родился 15 октября 1855 года в городе Люттих (ныне Льеж), Бельгия, в семье потомственного оружейника, приехавшего в Россию и работавшего на Ижевском заводе.
Первоначальное образование получил в Симбирской гимназии. Затем окончил Казанский университет, получив звание домашнего учителя, и был допущен преподавать французский язык в Сарапульское реальное училище. С 1 июля 1877 года преподавал французский язык в Пермском Алексеевском реальном училище. В 1878—1881 годах по совместительству вёл этот же предмет в Пермской духовной семинарии. Одновременно, с октября 1879 года, преподавал гигиену в Мариинской женской гимназии.
Кроме преподавательской работы, Рауль Николаевич занимался журналистикой и библиотечным делом. Был участником двух первых сборников Ф. Павленкова «Вятская незабудка». Планировал выпустить «Пермскую незабудку», но задуманное не реализовал. С конца 1870-х годов сотрудничал в «Пермских губернских ведомостях» (в 1882—1885 годах был редактором неофициальной части газеты). Подготовил к печати Календари Пермской губернии за 1883—1887 годы. Также был известен как библиофил — с 1879 года в Перми существовала частная библиотека Р. Н. Румы и его жены Екатерины Герасимовны, включавшая более 2500 книг.
Р. Н. Рума получил известность своими исследованиями в области санитарно-гигиенического состояния Перми и Пермской губернии. Его статьи на эту тему печатались в московских изданиях (под литературным псевдонимом — «Р-а») и получили высокую оценку столичных ученых. Однако в Прикамье его работа не нашла должной поддержки. Несмотря на это, в ноябре 1886 года в Перми открылась первая в России санитарная станция, и Рауль Николаевич Рума стал её первым заведующим. В Перми издал книгу «К гигиене рудокопов» (1882) — первое научное исследование условий работы и жизни уральских горняков.
Из-за конфликта с земскими врачами он уехал в августе 1888 года из Перми. Работал секретарем Черниговского статистического комитета. С 1899 года был окружным инспектором Фабричной инспекции Поволжского округа в Нижнем Новгороде. Хорошо был знаком с О. Ф. Николаи (1855—1888) — управляющим Омутнинским заводом Глазовского уезда Вятской губернии.
Умер 3 августа 1909 года в Нижнем Новгороде.